# Paus Bonifatius IX
Bonifatius IX, geboren als Piero Tomacelli (Napels, 1356 – Rome, 1 oktober 1404) was paus van 2 november 1389 tot 1 oktober 1404. Gedurende het eerste deel van zijn pontificaat resideerde de tegenpaus Clemens VII (1378–94) in Avignon onder bescherming van de Franse koning. Bonifatius stierf in 1404 na een korte ziekte.
Cursief: tegenpaus